# Chile himnusza

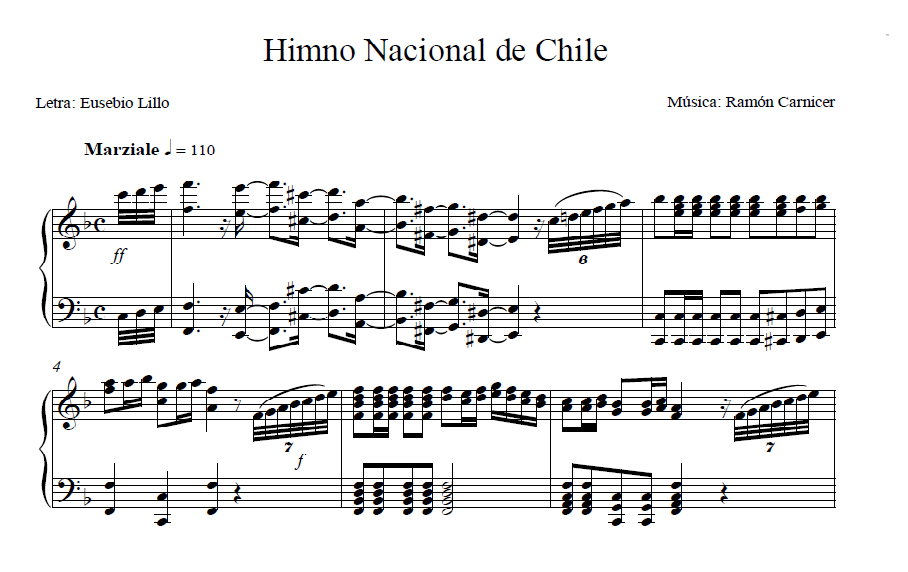
A himnusz sorai kottázva

Chile első nemzeti himnuszát Manuel Robles komponálta és szövegét Bernardo de Vera y Pintado írta. A történészek azt tartják, hogy először az 1819. szeptemberi ünnepségeken, vagy a Domingo Arteaga Színházban adták elő 1820. augusztus 20-án.
A második himnuszt Ramón Carnicer zenéjére írták, aki spanyol volt, és liberális nézetei miatt Angliába menekült. Ezt a művet 1828. december 23-án adták elő az Arteaga Színházban a Filharmonikus Társaság koncertjén.
Évekkel később, 1847-ben a chilei kormány felkérte Eusebio Lillo költőt, hogy írjon szöveget Carnicer zenéjére Pintado eredeti költeménye alapján, mely még a Spanyolország elleni heves érzelmeken alapult. Ma a mű kórus része és ötödik versszaka az ország hivatalos nemzeti himnusza.
A szerzők: Ramón Carnicer (1789-1855) zene – Eusebio Lillo (1826-1910) és Bernardo de Vera y Pintado (1789-1826) szöveg:

## A teljes szöveg
| I. versszak Ha cesado la lucha sangrienta; Ya es hermano el que ayer invasor; De tres siglos lavamos la afrenta Combatiendo en el campo de honor. El que ayer doblegábase esclavo Libre al fin y triunfante se ve; Libertad es la herencia del bravo, La Victoria se humilla a sus pies. Kórus Dulce Patria, recibe los votos Con que Chile en tus aras juró Que o la tumba serás de los libres O el asilo contra la opresión. II. versszak Alza, Chile, sin mancha la frente; Conquistaste tu nombre en la lid; Siempre noble, constante y valiente Te encontraron los hijos del Cid. Que tus libres tranquilos coronen A las artes, la industria y la paz, Y de triunfos cantares entonen Que amedrenten al déspota audaz. (Kórus) III. versszak Vuestros nombres, valientes soldados, Que habéis sido de Chile el sostén, Nuestros pechos los llevan grabados; Los sabrán nuestros hijos también. Sean ellos el grito de muerte Que lancemos marchando a lidiar, Y sonando en la boca del fuerte Hagan siempre al tirano temblar. (Kórus) | IV. versszak Si pretende el cañón extranjero Nuestros pueblos osado invadir; Desnudemos al punto el acero Y sepamos vencer o morir. Con su sangre el altivo araucano Nos legó por herencia el valor; Y no tiembla la espada en la mano Defendiendo de Chile el honor. (Kórus) V. versszak Puro, Chile, es tu cielo azulado, Puras brisas te cruzan también, Y tu campo de flores bordado Es la copia feliz del Edén. Majestuosa es la blanca montaña Que te dio por baluarte el Señor, Y ese mar que tranquilo te baña Te promete futuro esplendor. (Kórus) VI. versszak Esas galas, ¡oh, Patria!, esas flores Que tapizan tu suelo feraz, No las pisen jamás invasores; Con tu sombra las cubra la paz. Nuestros pechos serán tu baluarte, Con tu nombre sabremos vencer, O tu noble, glorioso estandarte, Nos verá combatiendo caer. (Kórus) |

## A szöveg hivatalos verziója

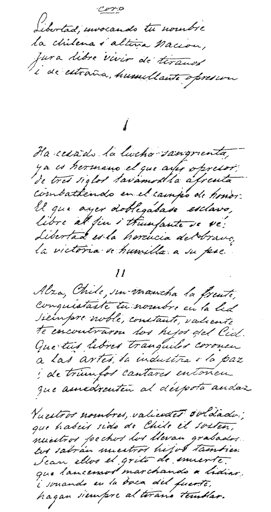
Az eredeti kézirat Eusebio Lillo 1909-ből

Az alábbi szöveg az általánosan játszott változat, mely az eredeti költemény V. versszakából és a teljes kórusból áll:
| Spanyol szöveg | Magyar szöveg |
| --- | --- |
| Puro, Chile, es tu cielo azulado; Puras brisas te cruzan también. Y tu campo de flores bordado Es la copia feliz del Edén. Majestuosa es la blanca montaña Que te dio por baluarte el Señor Que te dio por baluarte el Señor, Y ese mar que tranquilo te baña Te promete futuro esplendor Y ese mar que tranquilo te baña Te promete futuro esplendor. Coro Dulce Patria, recibe los votos Con que Chile en tus aras juró: Que o la tumba serás de los libres O el asilo contra la opresión Que o la tumba serás de los libres O el asilo contra la opresión Que o la tumba serás de los libres O el asilo contra la opresión O el asilo contra la opresión. | Chile, az eged tisztán kéklik; Tiszta szellők fújnak rajtad át. És meződ virágokkal ékes Mely hasonló a boldog mennyországhoz. Fenséges hófödte hegyeid Melyeket az Úr bástyákul adott Melyeket az Úr bástyákul adott, És a tenger, mely békésen mossa partjaid Nagyszerű jövőt ígér És a tenger, mely békésen mossa partjaid Nagyszerű jövőt ígér. Kórus Édes hazánk halljad eskünk Melyet oltárodra teszünk: Legyen az a szabadok sírja Vagy az elnyomás elleni menedék Legyen az a szabadok sírja Vagy az elnyomás elleni menedék Legyen az a szabadok sírja Vagy az elnyomás elleni menedék |

## Források

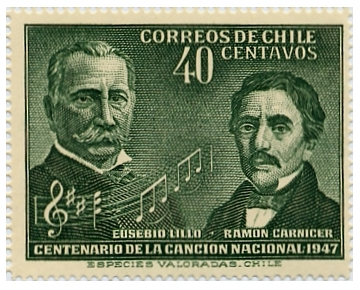
A 40. évfordulóra kibocsájtott chilei postabélyeg (1947)